# Botswana Independence Party
De Botswana Independence Party (Nederlands: Botswana Onafhankelijkheidspartij) was een kleine oppositiepartij in Botswana die van 1962 tot 1994 bestond. De partij werd opgericht door ontevreden leden van de Botswana People's Party (BPP). In de partijstatuten en programma's werd niet verwezen naar ideologieën, maar qua gedachtegoed bevond de partij zich iets links van de Botswana Democratic Party (BDP). De denkbeelden van de partij sloten goed aan bij het Afrikaans socialisme, panafrikanisme en sociaaldemocratie
De partij droeg aanvankelijk de naam Bechuanaland Independence Party, maar nam na de onafhankelijkheid van Botswana (1966) de naam Botswana Independence Party aan.
De partij stond gedurende haar gehele bestaan onder leiding van Motsamai Mpho en deed in totaal mee aan vijf Algemene verkiezingen in Botswana (1969, 1974, 1979, 1984 en 1989), maar wist slechts in twee verkiezingen een zetel te winnen (1969 en 1974). Het kiesdistrict North-East was de thuisbasis van de partij. Mpho zag de rol van zijn partij als tweeledig: voorkomen dat Botswana een eenpartijstaat zou worden met de BDP als enige partij en te voorkomen dat de BDP zich schuldig zou maken aan oneerlijke politiek. Mpho zag zijn BIP dus niet zozeer als een oppositiepartij, hoewel de partij kritiek uitoefende op met name het onderwijsbeleid van de BDP-regering.
In 1994 fuseerde de BIP met de Botswana Freedom Party tot Independence Freedom Party (IFP) die bij de verkiezingen van 1994 onder leiding van Mpho 2,7% van de stemmen behaalde, onvoldoende voor een zetel.